# Kjell Johansson (fotbollsspelare)
Kjell Johansson, född 10 januari 1953, är en svensk före detta fotbollsspelare och tränare. 

## Biografi
Johansson var i början på 1970-talet en stor talang i Jonsereds IF, där han bland annat spelade med Torbjörn Nilsson. 1971 togs han ut till ett läger med juniorlandslaget, och samma år försökte IFK Göteborg värva honom. Då Johansson ännu inte var myndig behövde han ha tillåtelse från sina föräldrar, och eftersom hans far, Arne Johansson, var ärkegaisare vägrade han låta sonen spela för den stora rivalklubben. I stället gick Torbjörn Nilsson några år senare till IFK.
Johansson gick 1977 till Gais i division II södra, där han emellertid bara spelade en säsong (14 matcher, 2 mål), innan han gick tillbaka till Jonsered. Han är med sina totalt 325 mål Jonsereds främste målskytt genom tiderna.
Efter den aktiva karriären fortsatte Johansson som tränare, och han har bland annat tränat Gais, BK Häcken och IFK Trollhättan.

## Klubbar

### Som spelare
- Jonsereds IF
- Gais 1977

### Som tränare
- Annebergs IF, 1986–[4]
- Alingsås IF[4]
- Skene IF[4]
- Fässbergs IF[källa behövs]
- Gais[källa behövs]
- BK Häcken[källa behövs]
- Jonsereds IF, 2001–2004[5][6]
- Askims IK, 2005–2006[6]
- IFK Trollhättan, 2007–[6]
- BK Skottfint, 2009